# Desejosa
Desejosa é uma povoação portuguesa sede da Freguesia de Desejosa do Município de Tabuaço, freguesia com 7,70 km² de área e 117 habitantes (censo de 2021), tendo, por isso, uma densidade populacional de 15,2 hab./km².
A freguesia é composta por duas localidades - Desejosa e Balsa do Douro.

## História
O foral foi em 1514, mas, no ano de 1291, encontra-se referência à aldeia de Desejosa por D. Dinis.
Nos anos de 1864 a 1890 pertencia ao concelho de São João da Pesqueira, tendo passado para o atual concelho (atual município) por decreto de 07/09/1895.

## Demografia
A população registada nos censos foi:
| Ano  | 0-14 Anos | 15-24 Anos | 25-64 Anos | > 65 Anos |
| 2001 | 32        | 24         | 89         | 44        |
| 2011 | 14        | 18         | 100        | 43        |
| 2021 | 4         | 9          | 72         | 32        |

## Património
- Igreja de Santo Antão (Desejosa - Padroeiro da Aldeia)
- Capela de Santa Barbara (Desejosa)
- Capela de São Sebastião (Balsa do Douro - Padroeiro do lugar)
- Capela de Santo Ildefonso (Balsa do Douro)

## Eventos Anuais
- 17 de Janeiro - Festas em Honra de Santo Antão
- 1/2 de Agosto - Festas em Honra de Santa Barbara

## Eventos Ocasionais
- 5 de julho de 2008 - 16º. Encontro Nacional do 4.Clube.Portugal (Possuidores/Coleccionadores de Renault 4L)
- 6 de setembro de 2009 - 1º encontro de BTT da Desejosa
- 2 de setembro de 2012 - XX Encontro Nacional do 4clubeportugal (possuidores/colecionadores de Renault 4L)